# Модрино Село
Модрино Село (хорв. Modrino Selo) — населений пункт у Хорватії, у Шибеницько-Книнській жупанії у складі громади Кистанє.

## Населення
Населення за даними перепису 2011 року становило 47 осіб.
Динаміка чисельності населення поселення:

## Клімат
Середня річна температура становить 13,17 °C, середня максимальна – 27,85 °C, а середня мінімальна – -1,22 °C. Середня річна кількість опадів – 923 мм.
| Клімат поселення                              | Клімат поселення | Клімат поселення | Клімат поселення | Клімат поселення | Клімат поселення | Клімат поселення | Клімат поселення | Клімат поселення | Клімат поселення | Клімат поселення | Клімат поселення | Клімат поселення | Клімат поселення |
| Показник                                      | Січ.             | Лют.             | Бер.             | Квіт.            | Трав.            | Черв.            | Лип.             | Серп.            | Вер.             | Жовт.            | Лист.            | Груд.            |                  |
| Середній максимум, °C                         | 9,62             | 10,49            | 13,43            | 16,79            | 21,63            | 25,46            | 27,85            | 27,50            | 23,06            | 18,29            | 12,94            | 10,02            |                  |
| Середня температура, °C                       | 4,20             | 5,08             | 8,01             | 11,36            | 16,20            | 20,03            | 23,43            | 23,10            | 18,66            | 13,88            | 8,52             | 5,62             |                  |
| Середній мінімум, °C                          | −1,22            | −0,34            | 2,60             | 5,94             | 10,78            | 14,60            | 19,03            | 18,68            | 14,25            | 9,48             | 4,12             | 1,21             |                  |
| Норма опадів, мм                              | 75               | 70               | 75               | 80               | 68               | 66               | 42               | 55               | 89               | 98               | 112              | 93               |                  |
| Середньомісячна швидкість вітру, м/с          | 1.90             | 2.10             | 2.32             | 2.30             | 2.06             | 1.84             | 1.85             | 1.69             | 1.79             | 1.83             | 2.14             | 2.11             |                  |
| Середньомісячна сонячна радіація, кДж/м²·день | 5150             | 7832             | 11452            | 16106            | 20090            | 22440            | 24232            | 21183            | 15721            | 10070            | 5532             | 4391             |                  |
| --------------------------------------------- | ---------------- | ---------------- | ---------------- | ---------------- | ---------------- | ---------------- | ---------------- | ---------------- | ---------------- | ---------------- | ---------------- | ---------------- | ---------------- |
| Джерело:                                      |                  |                  |                  |                  |                  |                  |                  |                  |                  |                  |                  |                  |                  |